# NDUFV1
NDUFV1 (англ. NADH:ubiquinone oxidoreductase core subunit V1) – білок, який кодується однойменним геном, розташованим у людей на короткому плечі 11-ї хромосоми. Довжина поліпептидного ланцюга білка становить 464 амінокислот, а молекулярна маса — 50 817.
| 10         |  | 20         |  | 30         |  | 40         |  | 50         |
| ---------- |  | ---------- |  | ---------- |  | ---------- |  | ---------- |
| MLATRRLLGW |  | SLPARVSVRF |  | SGDTTAPKKT |  | SFGSLKDEDR |  | IFTNLYGRHD |
| WRLKGSLSRG |  | DWYKTKEILL |  | KGPDWILGEI |  | KTSGLRGRGG |  | AGFPTGLKWS |
| FMNKPSDGRP |  | KYLVVNADEG |  | EPGTCKDREI |  | LRHDPHKLLE |  | GCLVGGRAMG |
| ARAAYIYIRG |  | EFYNEASNLQ |  | VAIREAYEAG |  | LIGKNACGSG |  | YDFDVFVVRG |
| AGAYICGEET |  | ALIESIEGKQ |  | GKPRLKPPFP |  | ADVGVFGCPT |  | TVANVETVAV |
| SPTICRRGGT |  | WFAGFGRERN |  | SGTKLFNISG |  | HVNHPCTVEE |  | EMSVPLKELI |
| EKHAGGVTGG |  | WDNLLAVIPG |  | GSSTPLIPKS |  | VCETVLMDFD |  | ALVQAQTGLG |
| TAAVIVMDRS |  | TDIVKAIARL |  | IEFYKHESCG |  | QCTPCREGVD |  | WMNKVMARFV |
| RGDARPAEID |  | SLWEISKQIE |  | GHTICALGDG |  | AAWPVQGLIR |  | HFRPELEERM |
| QRFAQQHQAR |  | QAAS       |  |            |  |            |  |            |

A: Аланін

C: Цистеїн

D: Аспарагінова кислота

E: Глутамінова кислота

F: Фенілаланін

G: Гліцин

H: Гістидин

I: Ізолейцин

K: Лізин

L: Лейцин

M: Метіонін

N: Аспарагін

P: Пролін

Q: Глутамін

R: Аргінін

S: Серин

T: Треонін

V: Валін

W: Триптофан

Кодований геном білок за функцією належить до оксидоредуктаз. 
Задіяний у таких біологічних процесах, як транспорт, транспорт електронів, дихальний ланцюг, ацетилювання, альтернативний сплайсинг. 
Білок має сайт для зв'язування з НАД, іонами металів, іоном заліза, флавопротеїном, групою 4Fe-4S, залізо-сірчаною групою, убіхіноном. 
Локалізований у мембрані, мітохондрії, внутрішній мембрані мітохондрії.